# 쉴러 휠러

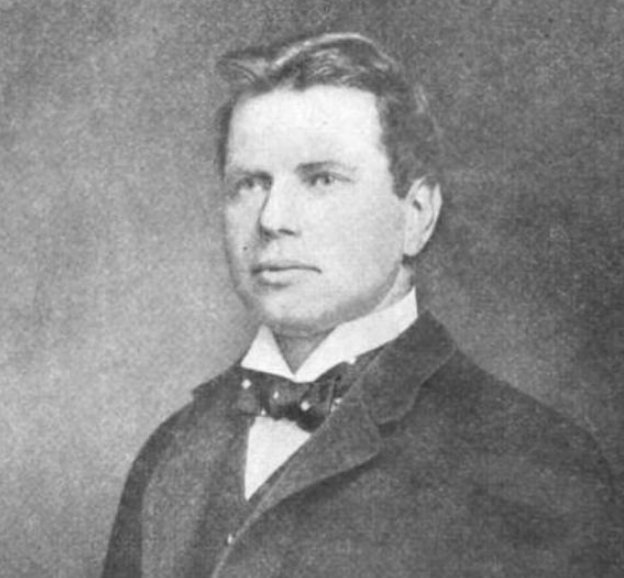
휠러(1914년)

쉴러 스카츠 휠러(Schuyler Skaats Wheeler, 1860년 5월 17일 ~ 1923년 4월 20일)는 뉴욕 출신의 미국의 전기 엔지니어 겸 제조업자로 선풍기, 전기 엘리베이터 디자인, 전기소방차를 발명했다. 전기모터 산업의 초창기 성장과 관련이 있는 인물이며 또한 전기공학자들의 윤리규범 개발과 시행에 도움을 줬다.

## 발명
수많은 전기도구를 발명한 휠러는 전기 절약 도구와 관련된 일을 주로 했다. 1882년 전기모터에 날이 2개인 프로펠러를 달아서 선풍기를 발명했는데 이는 '버즈 팬'(buzz fan)으로 불렸다. 프랭클린 협회로부터 1904년에 선풍기 발명을 공로로 존 스콧 메달을 수여받았다. 휠러의 전기소방차 특허는 1882년 5월 23일에 제출됐고 미국특허청은 1885년 2월 24일 전기소방차 발명을 공식 승인했다.
휠러는 개틀링 건에 전기모터를 연결해서 사용하는 방법을 발명했다.